# Hemioplisis fulvilinea
Hemioplisis fulvilinea är en fjärilsart som beskrevs av W. Warren 1904. Hemioplisis fulvilinea ingår i släktet Hemioplisis och familjen mätare. Inga underarter finns listade i Catalogue of Life.